# Campeonato Sérvio de Patinação Artística no Gelo
O Campeonato Sérvio de Patinação Artística no Gelo (em sérvio:  Prvenstvo Srbije u umetnickom klizanju) é uma competição nacional anual de patinação artística no gelo da Sérvia. Os patinadores competem em quatro eventos, individual masculino, individual feminino, dança no gelo, e patinação sincronizada.
A competição determina os campeões nacionais e os representantes da Sérvia em competições internacionais como Campeonato Mundial, Campeonato Mundial Júnior, Campeonato Europeu e os Jogos Olímpicos de Inverno.
Até 2002 foi disputado como "Campeonato Iugoslavo", e entre 2003 e 2005 como "Campeonato Sérvio-Montenegrino", e a partir de 2007, com a dissolução da Sérvia e Montenegro, a competição continuou apenas como "Campeonato Sérvio".

## Edições
| Ano (Edição) | Cidade sede | Sênior | Sênior | Sênior | Sênior | Sênior | Ref           |
| Ano (Edição) | Cidade sede | M      | F      | P      | D      | S      | Ref           |
| ------------ | ----------- | ------ | ------ | ------ | ------ | ------ | ------------- |
| 2000         |             | •      | —      | —      | —      | —      | [ 1 ]         |
| 2001         |             | •      | •      | •      | •      | •      | [ 2 ]         |
| 2002         |             | •      | —      | —      | —      | —      | [ 3 ] [ 1 ]   |
| 2003         |             | •      | •      | –      | •      | •      | [ 4 ]         |
| 2004         |             | •      | •      | –      | •      | •      | [ 5 ]         |
| 2005         |             | •      | •      | –      | •      | •      | [ 6 ]         |
| 2006         | Belgrado    | •      | •      | –      | •      | •      | [ 7 ]         |
| 2007         |             | •      | •      | –      | •      | •      | [ 8 ]         |
| 2008         | Novi Sad    | •      | •      | –      | –      | –      | [ 9 ]         |
| 2009         |             | –      | •      | –      | –      | –      | [ 10 ]        |
| 2010         |             | –      | •      | –      | –      | •      | [ 11 ]        |
| 2011         |             | –      | •      | –      | –      | –      | [ 12 ]        |
| 2012         | Belgrado    | –      | •      | –      | –      | –      | [ 13 ]        |
| 2013         | Belgrado    | –      | •      | –      | –      | –      | [ 14 ]        |
| 2014         | Belgrado    | –      | •      | –      | –      | –      | [ 15 ]        |
| 2015         | Belgrado    | –      | •      | –      | –      | –      | [ 16 ]        |
| 2016         | Belgrado    | –      | •      | –      | –      | –      | [ 17 ] [ 18 ] |
| 2017         | Belgrado    | –      | •      | –      | –      | –      | [ 19 ]        |

## Lista de medalhistas

### Individual masculino
| Evento                   | Ouro                                      | Prata                                     | Bronze                                    |
| 2000                     | Miloš Milanović                           | ?                                         | ?                                         |
| 2001 (detalhes)          | Trifun Zivanovic                          | Dimitrije Klebancuk                       | Andrei Maximov                            |
| 2002 (detalhes)          | Trifun Zivanovic                          | Miloš Milanović                           | nenhum outro competidor                   |
| 2003 (detalhes)          | Trifun Zivanovic                          | nenhum outro competidor                   | nenhum outro competidor                   |
| 2004 (detalhes)          | Trifun Zivanovic                          | nenhum outro competidor                   | nenhum outro competidor                   |
| 2005 (detalhes)          | Trifun Zivanovic                          | nenhum outro competidor                   | nenhum outro competidor                   |
| 2006 (detalhes)          | Trifun Zivanovic                          | nenhum outro competidor                   | nenhum outro competidor                   |
| 2007 (detalhes)          | Trifun Zivanovic                          | nenhum outro competidor                   | nenhum outro competidor                   |
| Novi Sad 2008 (detalhes) | Jeremy Canak                              | nenhum outro competidor                   | nenhum outro competidor                   |
| 2009–2017                | Não houve disputa do individual masculino | Não houve disputa do individual masculino | Não houve disputa do individual masculino |

### Individual feminino
| Evento                   | Ouro                        | Prata                            | Bronze                    |
| 2001 (detalhes)          | Helena Pajović              | Ksenia Jastsenjski               | Ivana Djurin              |
| 2002                     | ?                           | ?                                | ?                         |
| 2003 (detalhes)          | Ksenia Jastsenjski          | Kristel Popovic                  | Jovana Nikolić            |
| 2004 (detalhes)          | Ksenia Jastsenjski          | Kristel Popovic                  | Neda Rakovic              |
| 2005 (detalhes)          | Ksenia Jastsenjski          | Jovana Nikolić                   | Sonja Mugosa              |
| 2006 (detalhes)          | Ksenia Jastsenjski          | Neda Rakovic                     | Sonja Mugosa              |
| 2007 (detalhes)          | Ksenia Jastsenjski          | Neda Rakovic                     | Sonja Mugosa              |
| Novi Sad 2008 (detalhes) | Ksenia Jastsenjski          | Marina Seeh                      | nenhuma outra competidora |
| 2009 (detalhes)          | Marina Seeh                 | nenhuma outra competidora        | nenhuma outra competidora |
| 2010 (detalhes)          | Marina Seeh                 | Ksenia Jastsenjski               | Mila Petrović             |
| 2011 (detalhes)          | Marina Seeh                 | Sandra Ristivojević              | Jana Stojanović           |
| Belgrado 2012 (detalhes) | Sandra Ristivojević         | Marina Seeh                      | Mila Petrović             |
| Belgrado 2013 (detalhes) | Sandra Ristivojević         | Marina Seeh                      | Mila Petrović             |
| Belgrado 2014 (detalhes) | Sandra Ristivojević         | nenhuma outra competidora        | nenhuma outra competidora |
| Belgrado 2015 (detalhes) | Sandra Ristivojević[nota 1] | nenhuma outra competidora sérvia | nenhuma outra competidora |
| Belgrado 2016 (detalhes) | Antonina Dubinina           | Jovana Tomovic                   | nenhuma outra competidora |
| Belgrado 2017 (detalhes) | Antonina Dubinina           | nenhuma outra competidora        | nenhuma outra competidora |

### Duplas
| Evento          | Ouro                        | Prata                       | Bronze                      |
| 2001 (detalhes) | Ivana Djurin Andrei Maximov | nenhum outro competidor     | nenhum outro competidor     |
| 2002–2017       | Não houve disputa de duplas | Não houve disputa de duplas | Não houve disputa de duplas |

### Dança no gelo
| Evento          | Ouro                               | Prata                                | Bronze                             |
| 2001 (detalhes) | Olga Kudimovich Tadej Antonijevic  | nenhum outro competidor              | nenhum outro competidor            |
| 2002            | ?                                  | ?                                    | ?                                  |
| 2003 (detalhes) | Marina Galic Ivan Manvelov         | Olga Kudimovich Antonije Terescenkov | nenhum outro competidor            |
| 2004 (detalhes) | Sara Sajic Denis Beznar            | nenhum outro competidor              | nenhum outro competidor            |
| 2005 (detalhes) | Sara Sajic Denis Beznar            | nenhum outro competidor              | nenhum outro competidor            |
| 2006 (detalhes) | Sara Sajic Denis Beznar            | nenhum outro competidor              | nenhum outro competidor            |
| 2007 (detalhes) | Sara Sajic Denis Beznar            | nenhum outro competidor              | nenhum outro competidor            |
| 2008–2017       | Não houve disputa de dança no gelo | Não houve disputa de dança no gelo   | Não houve disputa de dança no gelo |

### Patinação sincronizada
| Evento          | Ouro                                        | Prata                                       | Bronze                                      |
| 2002 (detalhes) | Belgrade 011                                | Mladost Ice Cubes                           | nenhum outro competidor                     |
| 2003 (detalhes) | Mladost Ice Cubes                           | Helena                                      | nenhum outro competidor                     |
| 2004 (detalhes) | Mladost Ice Cubes                           | Helena                                      | nenhum outro competidor                     |
| 2005 (detalhes) | Mladost Ice Cubes                           | Helena                                      | nenhum outro competidor                     |
| 2006 (detalhes) | Mladost Ice Cubes                           | Mladost Ice Cubes II                        | Helena                                      |
| 2007 (detalhes) | Mladost Ice Cubes                           | Mladost Ice Cubes II                        | Helena                                      |
| 2008–2009       | Não houve disputa de patinação sincronizada | Não houve disputa de patinação sincronizada | Não houve disputa de patinação sincronizada |
| 2010 (detalhes) | Mladost Ice Cubes                           | nenhum outro competidor                     | nenhum outro competidor                     |
| 2011–2017       | Não houve disputa de patinação sincronizada | Não houve disputa de patinação sincronizada | Não houve disputa de patinação sincronizada |